# Rathaus (Heideck)

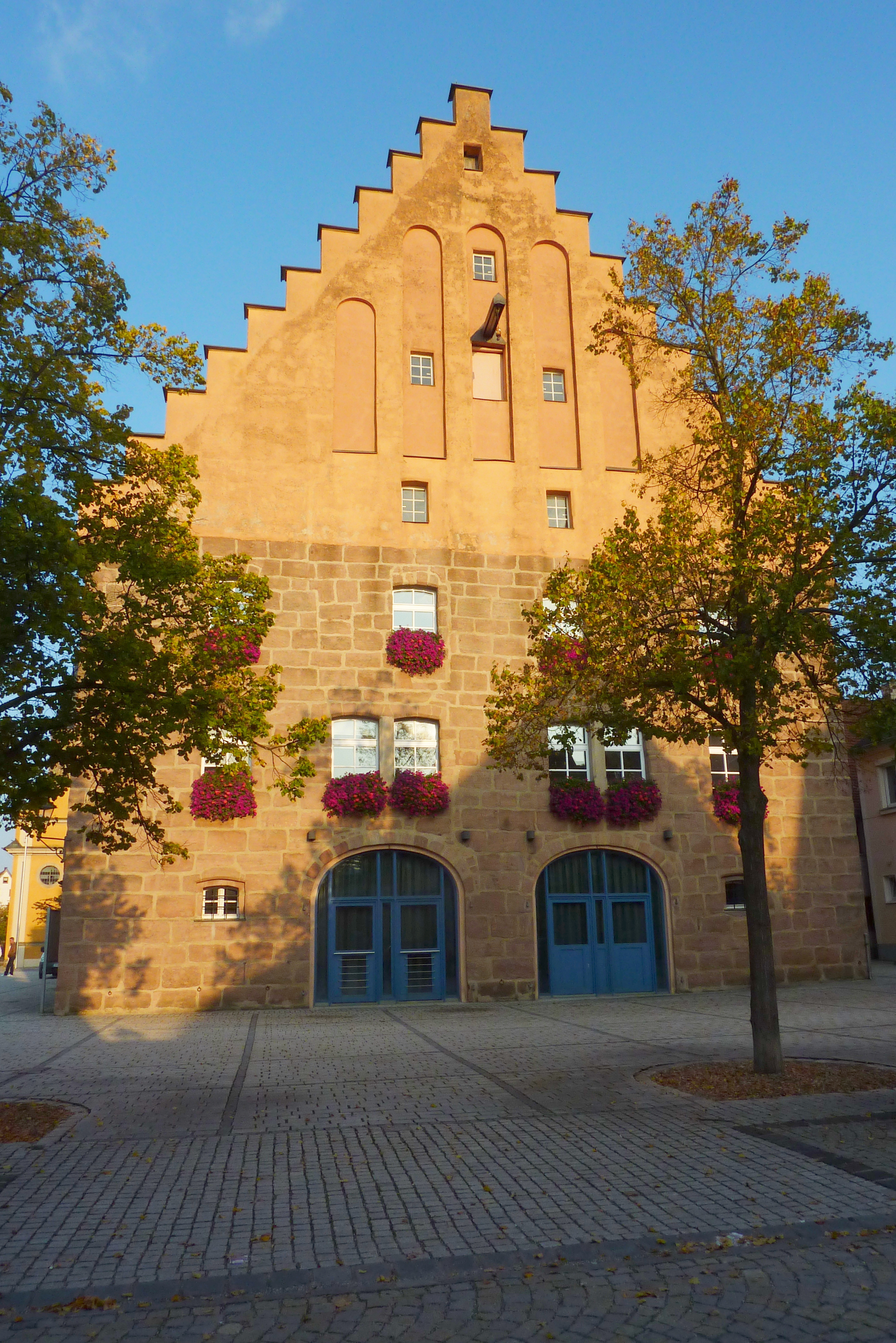
Rathaus in Heideck

Das Rathaus in Heideck, einer Stadt im mittelfränkischen Landkreis Roth in Bayern, wurde von 1479 bis 1481 errichtet. Das spätgotische Rathaus am Marktplatz 24 ist ein geschütztes Baudenkmal. 

## Geschichte und Beschreibung
Das Gebäude wurde unter Ludwig IX. von Bayern-Landshut als Kastenhaus errichtet. Seit 1851 wird es als Rathaus genutzt. Besonders bemerkenswert am Sandsteinbau sind die Stufengiebel. Die Ladeluke mit Aufzugsbalken ist noch vorhanden. Besonders sehenswert ist der aus dem 16. Jahrhundert stammende Leuchter des Rathaussaales, das sogenannte Lüsterweibchen.  